# Guido Adami
Guido Adami était un constructeur et pilote automobile italien.

## Biographie

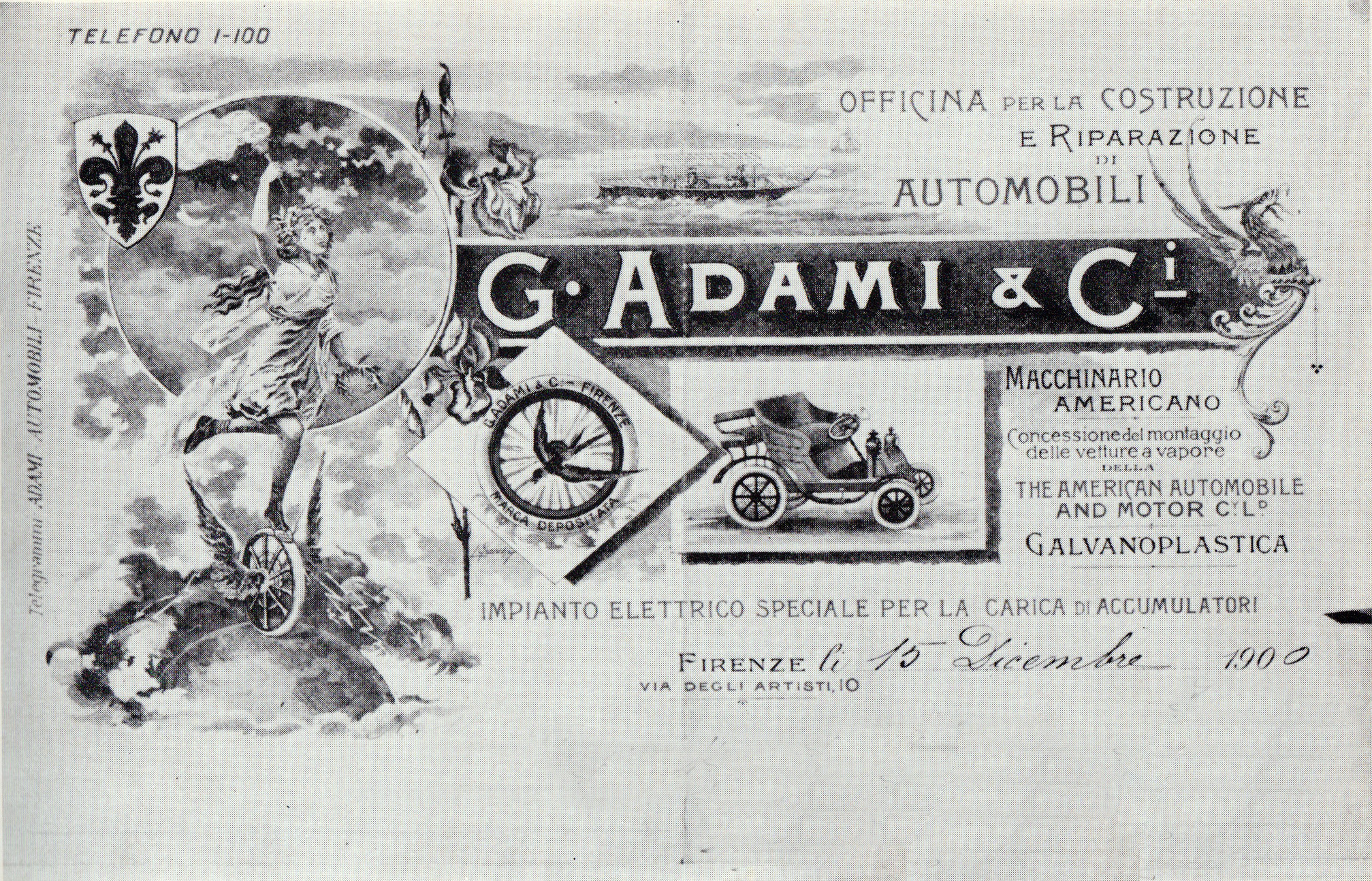
Billet d'invitation de la société Adami (1900).

De formation ingénieur, employé un temps par Prinetti & Stucchi (it) à Milan, il crée à Florence un garage à la fin de l'année 1899, qui importe entre autres des modèles américains de The American Automobile et est capable de gérer les accumulateurs d'une voiture électrique ainsi que la galvanoplastie. Puis la société G. Adami & Ci., portant son nom, devient localement de 1901 à 1906 un véritable constructeur automobile implanté dans la ville. La production se limite à un seul modèle, la Rondine (l'hirondelle en français), équipée d'un moteur de 10 ou de 16HP développé sur place, présentée au salon de l'automobile de Turin en 1902 (sa conception par Adami ayant été lente et difficile, pour intégrer les progrès techniques étrangers de son temps) où elle obtient une médaille d'or. Adami est ainsi considéré comme l'un des tout premiers italien à réussir la mise au point d'une propulsion techniquement fiable pour une voiture motorisé conçue et assemblée dans ce pays.
Il remporte en 1901 (le 30 juin) la Coppa Italia sur une Panhard & Levassor 16HP de 5,3 L., en parcourant 300 kilomètres sur un long circuit champêtre autour de Padoue, se classant également deuxième du sprint de la ville la veille de cette épreuve avec la voiture, ainsi qu'antérieurement 7e de Paris-(Vicenza-Bassano-Treviso)-Padoue en 1900, cette fois sur Mors 6HP.
Deux exemplaires de la Rondine furent engagés dans la course Nice-Abbazia en mars 1902, mais l'épreuve fut annulée. L'année suivante ce modèle ne parvint pas à franchir la ligne d'arrivée de la Coupe della Consuma.